# Албион (Вашингтон)
Албион (енгл. Albion) град је у америчкој савезној држави Вашингтон. По попису становништва из 2010. у њему је живело 579 становника.

## Демографија
Према попису становништва из 2010. у граду је живело 579 становника, што је 37 (6,0%) становника мање него 2000. године.
| Група             | 2000.       | 2010.       |
| Белци             | 569 (92,4%) | 520 (89,8%) |
| Афроамериканци    | 1 (0,2%)    | 4 (0,7%)    |
| Азијати           | 4 (0,6%)    | 6 (1,0%)    |
| Хиспаноамериканци | 20 (3,2%)   | 18 (3,1%)   |
| Укупно            | 616         | 579         |